# ウージンゲン
ウージンゲン (ドイツ語: Usingen [ˈuːzɪŋən]) は、ドイツ連邦共和国ヘッセン州ダルムシュタット行政管区に属すホーホタウヌス郡の市である。1200年以上の歴史を持つタウヌス山地の「ブーフフィンケンシュタット」（ウージンゲンの愛称で「ズアオアトリの街」）は、ナッサウ＝ウージンゲン家の宮廷都市であった。

## 地理

### 位置
ウージンゲン市は、この街がその名の由来となっているウージンガー・ラントに位置している。タウヌス山地北東端のウージンゲン盆地のウーザ川の河岸にある。ウージンゲンは、フランクフルト・アム・マインの北約 30 km、ヴェッツラーの南約 27 km、ヴィースバーデンの北東約 38 km にあたり、ライン＝マイン地方の境界に面している。
市街中心部は海抜約 300 m で、最高地点はウージンゲン地区の海抜 414 m の「ホーエ・ベルク」である。

### 隣接する市町村
ウージンゲンは、北と東はヴェッテラウ郡（ブッツバッハおよびオーバー＝メルレン）、南東はヴェールハイム、南はノイ＝アンスパハおよびシュミッテン、西はヴァイルロート、北西はグレーヴェンヴィースバッハと境を接している。

### 市の構成
ウージンゲン市は、中核市区自身のほかに6つの市区を含む。
| 市区                 | 市区         | 合併時期       | 人口（人） | 地図 |
| -------------------- | ------------ | -------------- | ---------- | ---- |
| エシュバッハ         | Eschbach     | 1972年8月1日   | 2,128      |      |
| クランスベルク       | Kransberg    | 1971年12月31日 | 749        |      |
| メルツハウゼン       | Merzhausen   | 1972年8月1日   | 904        |      |
| ミヒェルバッハ       | Michelbach   | 1971年12月31日 | 354        |      |
| ヴェルンボルン       | Wernborn     | 1971年12月31日 | 1,606      |      |
| ヴィルヘルムスドルフ | Wilhelmsdorf | 1972年8月1日   | 415        |      |

ウージンゲン中核市区と6つの市区は、基本条例に従って、それぞれ地区議会と地区長を有する行政地区となっている。行政地区の境界は、特に定義されておらず、かつて独立していた当時の市町村境界に従っている。

## 歴史
19世紀末から行われたバート・ホムブルク・フォア・デア・ヘーエ近郊のローマ時代の城砦ザールブルク城の研究および復元の過程で、ウージンゲンの定住史も深く研究がなされた。これ以降、単発的な発掘調査や入植地跡の証明が繰り返しなされ、古代からのウージンガー・ラントの歴史が立証されている。ヘッセン州文化財保護局とヨハン・ヴォルフガング・ゲーテ大学フランクフルト・アム・マインの先史・古代史セミナーの援助で1994年にウージンゲン考古学会 AG が設立されて以降、この地域の定住構造の研究が進められている。出土品のうちいくつかは、ウージンゲン市庁舎地下倉庫の先史・古代史博物館で見学することができる。

### 先史・古代史

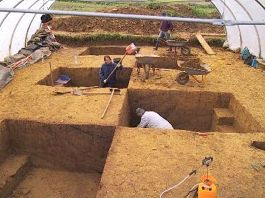
ウージンゲンでの発掘の様子（2000年秋）

ウージンゲン周辺地域で最も古いヒトの生活の証拠は、1997年にナウンシュタット近郊で立証された中石器時代の猟師や採集者のベースキャンプの一種である。この場所は、当時の遊牧民が必要な食料を調達するための出発点であり、宿営地として用いられていた。この時代のこれよりも大きな入植地が発見されるかどうかは疑わしい。ウージンガー・ラントにはいくつかの川や小川が流れているが、経済活動として航行が行われることはなかった。ドイツでは、紀元前11000年から紀元前5600年の時代の大きな集落のほとんどは、飲料水の供給や交易のために必要な主要河川沿いに形成されることがこれまでに確認されている。文化はその後離れた地域に、徐々にゆっくりと広がっていったのである。
1993年から1996年までにフリードリヒスタール、マイバッハ、ヴェルンボルン、ウージンゲン近郊で新石器時代初期（紀元前5000年頃）の定住地跡が 6箇所発見された。ヴェッテラウおよびリムブルク盆地から離れ、一般的な集落の高度よりも高い海抜260 m から 410 m に位置することから、この時代のウージンゲン盆地は自立した集落スペースであったと見られる。その構造物として、特にウージンゲン近郊の広さ 2 ヘクタール を超える堀と土塁で囲まれた集落がある。これらは何度も拡充・強化がなされている。
その出土品は、初期の農耕や畜産に由来するものであり、線帯文土器文化に属している。新石器時代（紀元前4900年から紀元前2200年）の文化分類に従えば、古いレーゼフントにあたるが、多くの石の手斧や鉞はそれまでの入植地にはなかったものである。アンスパハ、ハッセルボルン、ヴェルンボルン周辺の出土品は、ミヒェルスベルク文化（紀元前4300年から紀元前3500年）に分類される。
紀元前2200年から紀元前1600年の青銅器時代初期の痕跡は、これまで発見されていないが、定住地跡あるいは墳墓跡は、青銅器時代中期/墳丘墓青銅器時代（紀元前1600年から紀元前1300年）や骨壺墓地文化時代（紀元前1300年から紀元前800年）にはウージンガー・ラントで定住が再びなされていたことを示している。たとえばヴェールハイムでは、骨壺墓地文化の墓が証明されている。
ウージンガー・ラント全域では、ローマ時代以前の鉄器時代、すなわちハルシュタット文明（紀元前800年から紀元前450年）の墳墓は発見されているが、この時代の入植地はほとんどなく、その後ケルト文明のラ・テーヌ文化のそれもわずかである。発掘が示すとおり、紀元後1世紀から2世紀にゲルマン人が現在のウージンゲンに入植した。
260年頃のリーメスの放棄によってウージンゲン地域に対するローマの影響力は消滅した。さらにその後の民族移動時代に関して、クランスベルク近郊でアレマン人による高所入植地が発見されていることが注目される。
中世（600年から15世紀）には数多くの廃村、建造文化財となっている城砦と中世に建設され現存する集落、製鉄所が設けられた。

### ウージンゲンの起源
この集落は、1160年頃のフルダ修道院のエーバーハルディ文書に、様々な、しかし類似した表記で初めて記述されている。この文書には、754年または755年（聖ボニファティウスの没年）から802年までが記述されている。しかし記述には年号が記されていないものもあり、単に修道院に知らされたことが列記されている。また、この文書にはいくつかの歪曲も含まれており、記述の信憑性に疑問が持たれている。2002年に行われた発掘調査の結果、現在のウージンゲン周辺からカロリング朝の建物の遺構が発見された。現在の街の場所への中世初期の入植活動に関する考古学的証拠は現在まで発見されていない。
ウージンゲンの西に位置した廃村シュトックハイムもウージンゲンの成立・発展に重要であった。この廃村の名前は、フランク人による領土拡張の時代、またはすでにアレマン人の時代に成立したことを推測させるが、ウージンゲンへの出発点はこれまで明らかになっていない。

### ディーツ伯領のウージンゲン

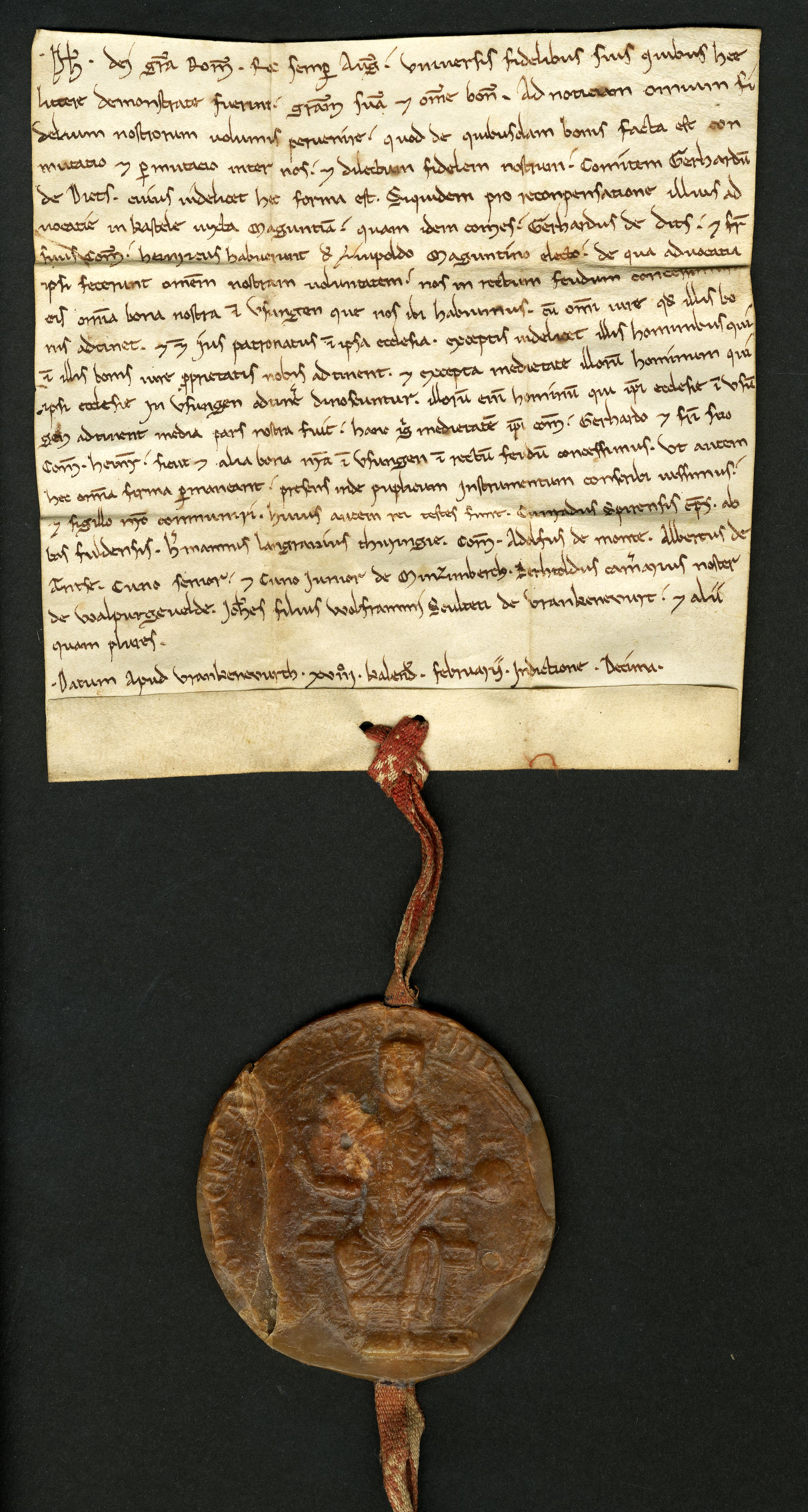
1207年1月15日のフィリップ・フォン・シュヴァーベンの領土交換文書

9世紀初めから12世紀末までのウージンゲンの歴史に関する考古学的出土品は存在しない。13世紀初めになってやっと、1207年1月15日の交易記録にこの集落が再び記載されている。ゲルハルト・フォン・ディーツとハインリヒ・フォン・ディーツの兄弟がローマ王フィリップ・フォン・シュヴァーベンの代官区と城砦と引き替えにウージンゲンの教会と全王領に対する保護権を獲得した。この所領交換では農奴は例外であり、その所有権は王が保持することが明確に記されている。さらに農奴の半分はウージンゲンの教会に属し、半分が王領に属すことも明記されている。中世には、土地と人は一体とされており、分離されることはなかった。したがってこの文書は、フィリップ王は無人の土地だけを譲渡し、王領の価値の高い部分は自らが保持したのだと解釈される。
しかしディーツ伯はこの保護権によって主任司祭を任命する権利という利益を得たのである。また、これにより教会の収入に間接的に介入することも可能となった。
1208年にはすでにディーツ家の分家が与えられた土地に新たに建設した（アルテ＝）ヴァイルナウ城にちなんで「ヴァイルナウ伯」を称した。1302年にその末裔が所領を分割し、ノイヴァイルナウに新たな城を築いた。

### ナッサウ都市ウージンゲン
1208年以後1世紀にわたってウージンゲンに関する出典は沈黙を続けた。1326年に再び直接的な記述が現れる: ディーツ伯の子孫であるハインリヒ・フォン・ノイヴァイルナウからナッサウ伯ゲルラハが獲得した質草の中にウージンゲンが「村」として記されている。ゲルラハの息子アドルフとヨハンはこの所領の領主権を1346年に引き継いだ。9年後の1355年に兄弟間で所領が分割され、ウージンゲンはナッサウ＝ヴァイルブルク＝ザールブリュッケンの一部としてヨハンのものとなった。村から都市への発展はここから始まった。防衛のための城砦または城館が築かれたのである。
500年以上の間ウージンゲンはナッサウ家の高権下にあった。
14世紀後半にこの街に防衛施設が築かれ、都市権が授けられた。現在のクリスティアン＝ウィルト＝シューレの場所にあったナッサウ家の城と5つの門を持つ市壁がこの小都市を護っていた。これは入植の重点が最終的に谷から高台に移ったことをも意味している。こしたプロセスがいつ、なぜ起こったのかは判っていない。
ヨハン伯の後、息子のフィリップが領主となった。1405年にはノイヴァイルナウに対する領主権も獲得した。これによりウージンゲンは最終的にナッサウの所有に移された。
ナッサウ＝ヴァイルブルク伯フィリップ3世はウージンゲンに宗教改革をもたらした。それはフィリップの宮廷説教師ヘンリクス・ロマヌスによるウージンゲンの教会における1527年6月9日の説教で始まった。1528年には本市におけるカトリック教会の礼拝が停止された。
ウージンゲンの城館は、1560年に完全に改築され、拡張された。1635年にこの城館（と都市の大部分）は、三十年戦争でスペイン軍がこの街を略奪にする際に起こした火災の犠牲となった。
1659年から、ナッサウ＝ウージンゲン伯（1688年から1744年までナッサウ＝ウージンゲン侯）は美しい庭園を有する城館に拡張された城に住んだ。
ウージンゲンの歴史で傑出した人物がヴァルラート侯である。1659年3月31日のナッサウ＝ザールブリュッケン地方の分割により彼はウージンガー・ラントを獲得した。彼は43年間統治し、特にオランダの元帥オラニエン公ウィレム3世に心を砕いた。彼は現在の都市景観を創りだした。彼は17世紀の三十年戦争や2回の大火（特に1692年の都市火災）による住民減少を、ユグノー派信者を住まわせることで回復させ、新市街を設けたのである。

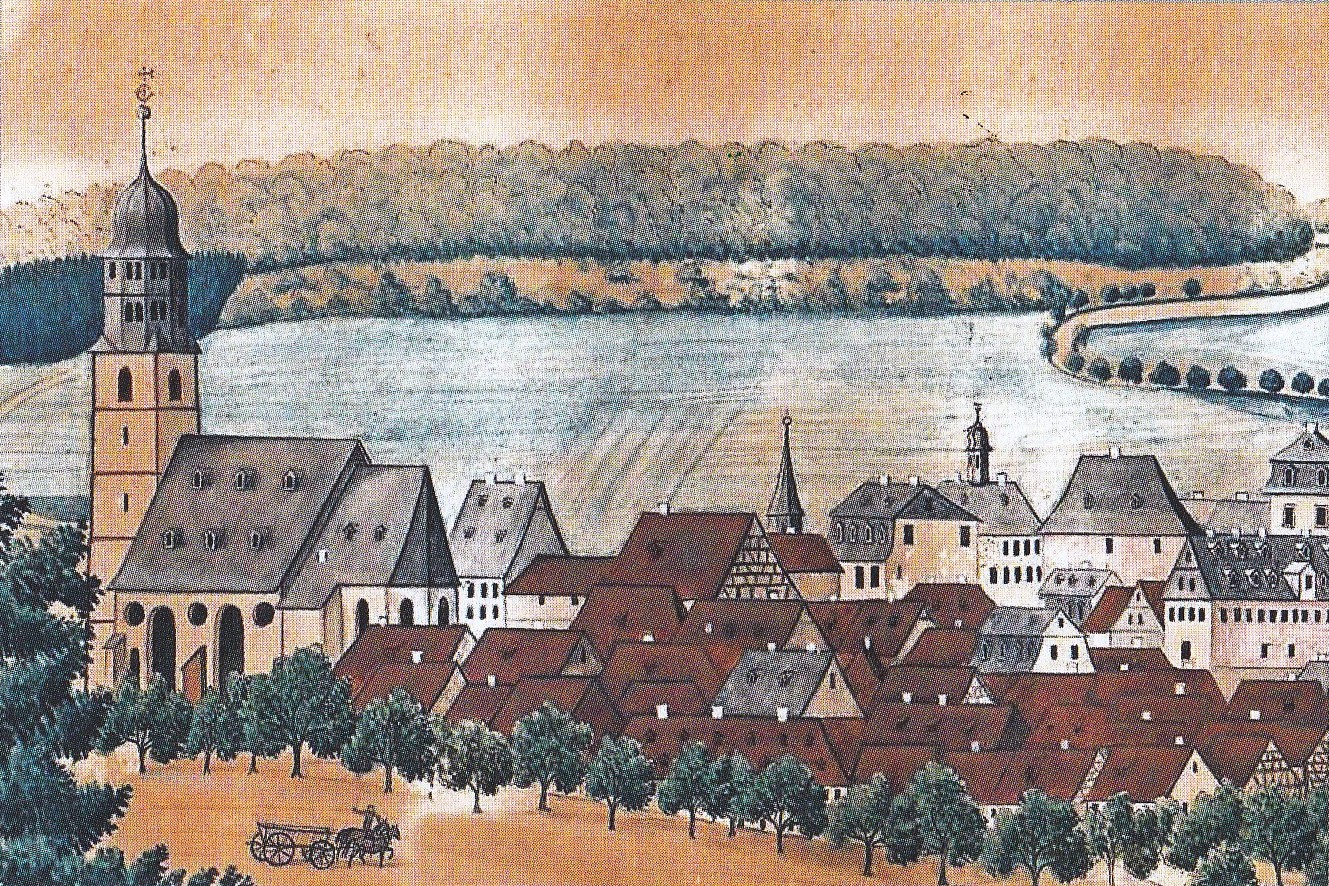
1830年頃のウージンゲン

ヴァルラートの息子で後継者のヴィルヘルム・ハインリヒ侯の下で、ヴィルヘルムスドルフ地区が建設された。その息子のカール侯は、1744年に宮廷をウージンゲンからヴィースバーデン＝ビープリヒに移した。これによりウージンゲンの宮廷都市時代は幕を閉じた。この街はその後1886年までアムト・ウージンゲンの主邑であり続け、その後1972年まで郡庁所在地となっていた。近代の緩やかな工業発展は1895年の鉄道網への接続によっても強化されることはなかった。

### 20世紀から現代

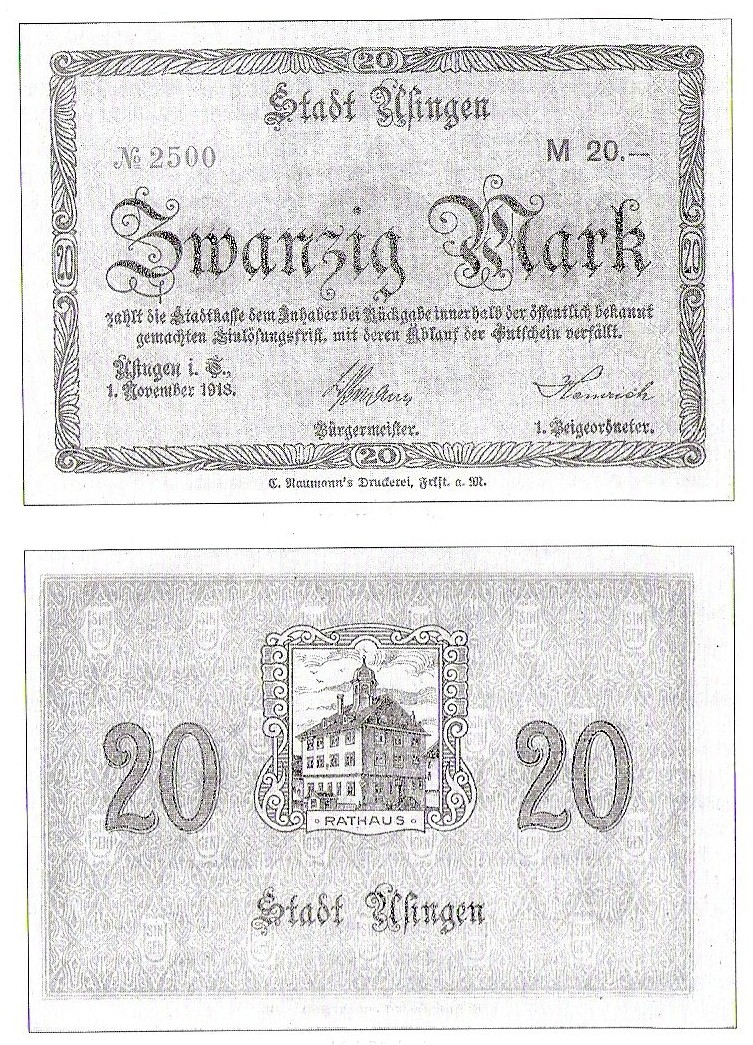
1917年10月15日に発行された20ドイツマルクの緊急通貨

第一次世界大戦は、戦争が長引くにつれ、ウージンゲンにもその痕跡を残していった。1918年11月1日の緊急通貨発行は、第一次世界大戦末期の物資不足の証拠である。国家の公式な紙幣を印刷するための十分な紙すら用意できなかったのである。そこで地方の役所は自己責任による救済措置に着手した。
1918年11月9日に帝国宰相マックス・フォン・バーデン（1867年 - 1929年）は、皇帝ヴィルヘルム2世の同意がないまま独断で退位を発表した。その結果、ドイツ全土でそうであったように、ウージンゲンでも労兵会が組織された、帝政から共和制への非暴力的な移行が実施された。
その後ウージンゲンは、ドイツ国全土がそうであったように、1923年をピークとするインフレと1929年の世界恐慌に苦しめられた。ここでもNSDAPの勢力拡大が起こった。1930年にはすでにNSDAPは郡内の第3の政党となっていた。ナチ党の権力掌握後、NSDAPの郡指導者ヨハネス・ロンメル博士は1933年10月1日にウージンゲンの郡長となった。その後一時的に失職したが、すぐに復職した。
本市は、第二次世界大戦を大きな損傷を受けずに切り抜け、1945年の聖土曜日にアメリカ軍に占領された。その後、難民や故郷を逐われた人々で人口は急速に増加した。
ウージンゲン郡とオーバータウヌス郡が1972年に合併しバート・ホムブルクを郡庁所在地とするホーホタウヌス郡が成立したことで、郡庁所在地の機能を失った後もウージンゲンは、それまでと変わりなくウージンガー・ラントの中心地であり続けている。
本市の大きな政治的スキャンダルが、1991年の懺悔と祈りの日に市長ロルフ・エッテブレヒト (CDU) が汚職容疑で逮捕された事件であった。このホーホタウヌス郡汚職事件では、第1副郡長のハンス＝ヨアヒム・ガルシュカ (CDU) やノイ＝アンスパハの町長ハインツ・ボルン (SPD) も逮捕された。
2001年の自治体選挙でウージンゲンは、失敗によってヘッセン中に知られることとなった。それまでウージンゲンの最大勢力政党であった CDU のリストが形式上の不備（候補者名簿の提出遅れ）により、自治体選挙への登録無効とされたのである。その結果 FDP が、候補者名簿では人数が不足するほどの大勝利を収めた。次の自治体選挙では、CDU が絶対多数を占めた。

## 住民

### 人口推移
| 年         | 1618年以前 | 1642年 | 1698年 | 1736年 | 1746年 | 1801年 | 1980年    | 2007年     | 2014       |
| 人口（人） | 約1,000    | 約200  | 約540  | 約860  | 1,168  | 1,720  | 5,166 (*) | 13,332 (*) | 13,817 (*) |

第二次世界大戦後、ウージンゲンの人口は急速に増加した。終戦直後には特に旧ドイツ東部領土から追放された人や SBZ / DDR からの政治難民が人口を増加させたのだが、1950年代末以降はライン＝マイン地方での通勤客が増加し、彼らがウージンゲンに住むようになった。本市は多くの新規大型住宅地を整備して拡大していった。
なかでも1965年に建設計画が策定されたヴァインガルテン住宅地は突出していた。20万 m2 の土地に500から1000 m2 の屋敷や一世帯向け住宅が建設されたが、さらに一連の多世帯共同住宅も建てられた。2016年現在は、「キュンメル＝ヒューゲル」が本市の人気住宅地である。この住宅地は、開発と建設を担当した不動産業者のエリーザベト・キュンメルにちなんで命名された。
1990年代に市の南端に住宅地シュライヒェンバッハ I が整備され、2003年3月29日の建設決議でシュライヒェンバッハ II も整備されることとなった。17.4 ha に 203の建築用地が用意されている。

### 宗教

#### カトリック教会

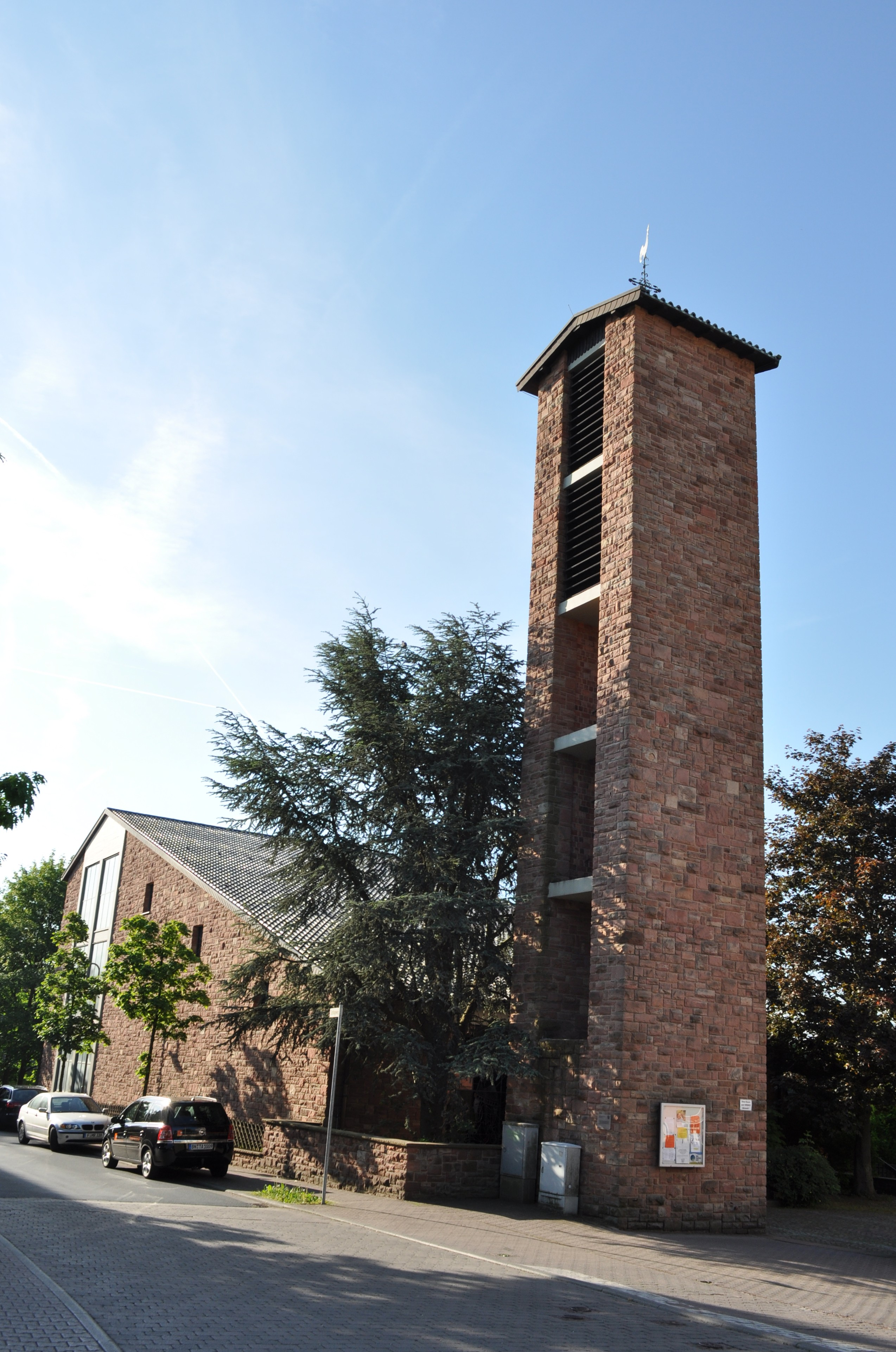
ウージンゲンのカトリック教会

福音主義の街ウージンゲンでは、19世紀にやっと小さなカトリック教会が復興した。この教会組織は、現在のカトリック教会の場所に小さなレンガ造りの教会堂を建設した。第二次世界大戦後にカトリックの追放された人々が流入したことでカトリック教会は急速に拡大していった。このため司祭のアドルフ・メラーは1950年代に新しい教会堂を建設することとした。1950年代末に建築家パウル・ヨハンブレールの設計に基づいて建設が行われ、1960年9月に聖ラウレンティウスの名で聖別された。現存する司祭館は1968年に改築、拡張がなされた。
1950年代から1960年代の多くの教会と同様、塔は設けられていない。外壁や祭壇の壁は赤いマイン砂岩で上張りされている。
1980年代末までに教会の近くに映画館が建てられた。後にダンススクールに改築されたこの建物はその後解体された。

#### ユダヤ教会
1600年頃にはすでに数家族のユダヤ人がウージンゲンに住んでいた。1602年にはウージンゲンのイザーク・ネーエムという名前が記録されている。1651年と1742年にウージンゲンでユダヤ人条例が発せられた。カール侯は1732年にナッサウ＝ウージンゲンのユダヤ法を発布した。
1801年にユダヤ人は31人であったが、1905年には89人（人口の 4.7 % にあたる）となった。ウージンゲンに住むユダヤ人のほかに、エシュバッハやグレーヴェンヴィースバッハ、後にはロート・アム・ベルクおよびシュミッテンを含むアンスパハのユダヤ人たちもウージンゲン・ユダヤ教会に属した。このユダヤ教会は、ヴァイルブルク・ラビ管区、後にはバート・エムス＝ヴァイルブルク・ラビ管区に属した。ウージンゲンではいくつかの商社や小売業者がユダヤ人によって営まれていた。
ユダヤ教会は、シナゴーグ、ユダヤ人学校、ミクワ、ユダヤ人墓地を運営していた。国家社会主義の時代のユダヤ人迫害・殺害によってウージンゲンのユダヤ教会は1938年から1940年に消滅した。

##### シナゴーグ
19世紀の初めからあるユダヤ人の家の礼拝堂がシナゴーグとして利用されていた。このシナゴーグは1877年に老朽化した。1885年から1886年にユダヤ教会は、古い納屋をシナゴーグに改築した。クラウバーガッセ8番地のこの宗教施設は40の男性席、18の女性席を有した。このほかに、アンスパハとロート・アム・ベルクに礼拝堂を有していた。
1938年9月にシナゴーグの窓が破られ、中が荒らされた。この建物は1938年11月5日に最後の教会代表者ユリウス・ヒルシュによって私人に売却され、住居に改築された。1991年9月から、「19世紀初めから1938年までこの建物にはウージンゲン・ユダヤ教会のシナゴーグがあった。」という銘文が刻まれた記念板が掲げられ、かつてのシナゴーグをしのばせている。

##### ユダヤ人墓地

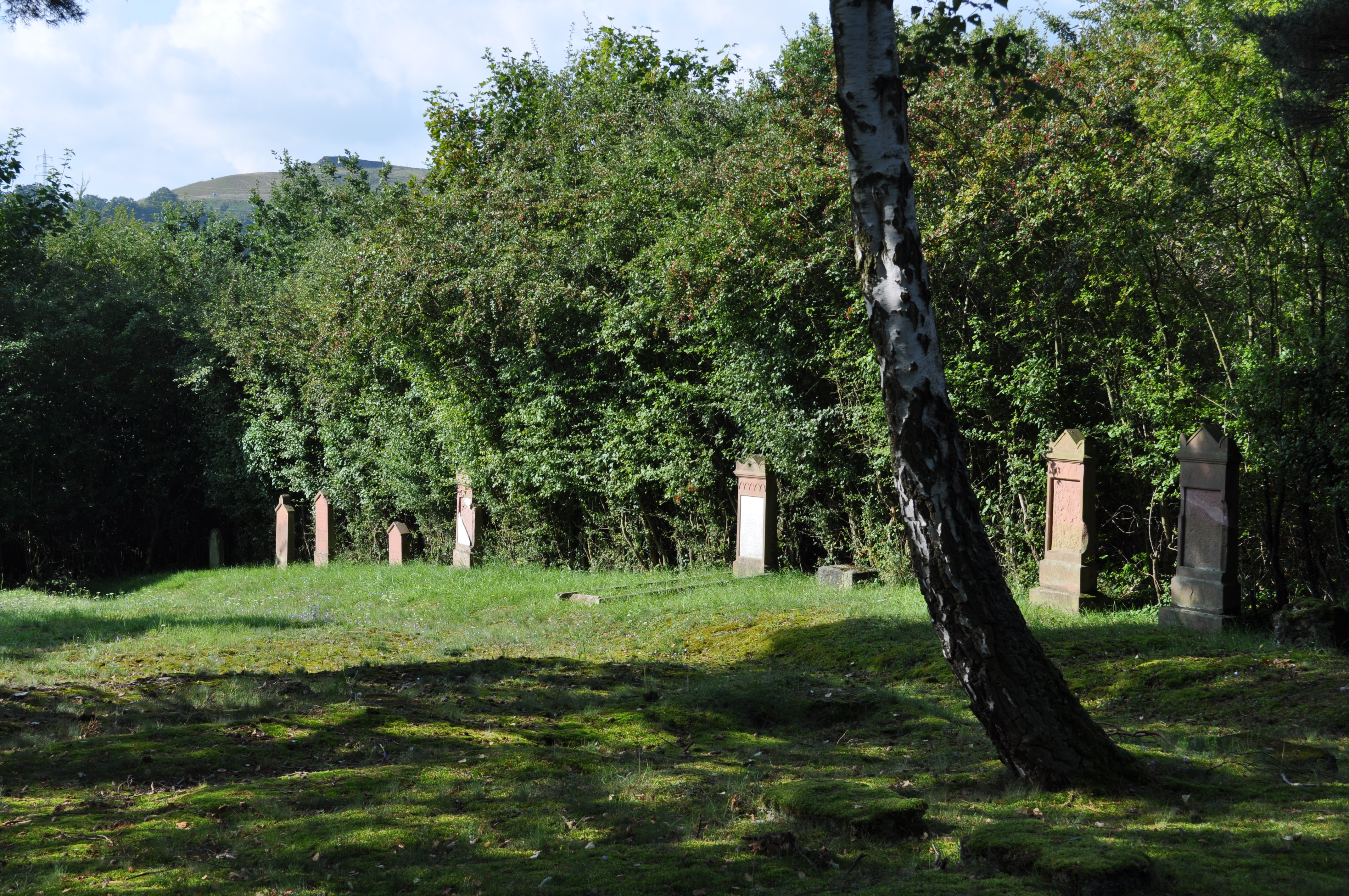
ユダヤ人墓地

1885年まで、亡くなったユダヤ人はグレーヴェンヴィースバッハのユダヤ人墓地に葬られていた。1884年から1885年にウージンゲンにユダヤ人墓地が設けられた。ユダヤ人の市民が提供した土地は、ハットシュタイン池の近くにある現在の射撃会館近くにあった。この墓地は1885年1月23日に聖別された。同じ日にエシュバッハのダーフィト・ジーモンが最初の死者として埋葬された。合計59人がここに葬られている。最後の埋葬は1937年12月16日であった。国家社会主義の時代にほとんどの墓石が傷つけられ、あるいは破壊された。残された墓地に、「安息の地に平安を、死者の記憶に栄誉を」と記した記念碑が建立されている。この墓地の広さは、24.81アールである。墓地の保守は市民によってなされている。

#### アハマディア・ムスリム・ジャマート

##### Bait ul-Huda
Bait ul-Huda は、アハマディア・ムスリム・ジャマートのモスクで、ドームと高さ14 m のミナレットを持つ。このモスクは2004年に完成し、これ以後、礼拝や教団行事のために用いられている。

## 行政

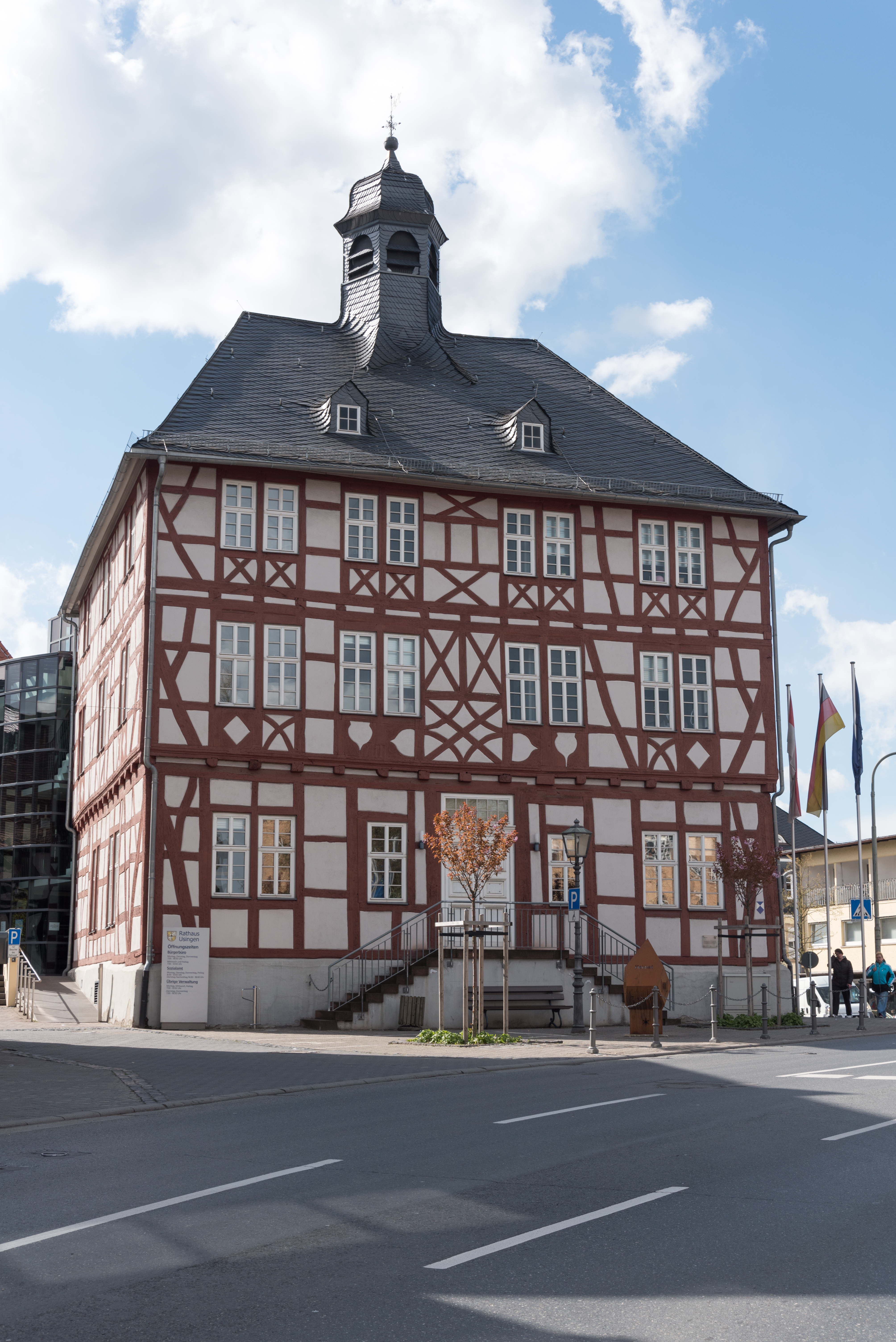
ウージンゲン市庁舎

### 市議会
本市の市議会は、37議席で構成されている。

### 首長
ヘッセン州の自治体運営規則によれば、市長は6年ごとに直接選挙によって選出され、市長と9人の名誉職の市議からなる参事会の代表者である。2010年6月7日からシュテッフェン・ヴェルナルト (CDU) が市長を務めている。彼は2010年5月2日の決選投票で、SPDの候補ビルギット・ハーンを破り、1998年から市長を務めたマティアス・ドレクセリウスの後任に就いた。2016年3月6日の選挙で再びビルギット・ハーンと戦い、59.7 % の票を獲得して再選された。

### 紋章
現在知られている最初のウージンゲンの印章は1277年の（これより古いものはそのデザインが不明である）もので、4匹の直立した獅子（ナッサウは金色、ザールブリュッケンは銀色）が描かれた四角い印章である。これは、当時ナッサウ＝ザールブリュッケン伯がこの街を治めていたためである。後の印章には、現在の紋章に描かれているような縦長の小さな四角形と十字架が描かれていない。これらは1935年に再び現れる。この街の古いシンボルであるクローバー（三つ葉飾り）は、中央の小盾に描かれている。

### 姉妹都市
この街は以下の都市と姉妹都市関係にある。
- オーファーベートゥヴェ（オランダ、ヘルダーラント州）1975年
- シャッシュー（フランス語版、英語版）（フランス、メトロポール・ド・リヨン）1990年

## 経済と社会資本

### 教育
宗教改革の時代からウージンゲンは学園都市であった。1817年までラテン学校、1851年から1926年まで教員セミナーがあった。1926年からギムナジウムが開校し、現在は様々な形態の学校がある。約4,500人の生徒の多くはバスや鉄道でウージンゲンに通学している。

#### 基礎課程学校
- アストリート＝リントグレン＝シューレ（基礎課程学校）
- ブーフフィンケンシューレ（エシュバッハ市区の基礎課程学校）

1525年頃の宗教改革以後、ウージンゲンにドイツ語学校が開校した。1605年から女子も入学可能になり、1750年頃には女性教員を採用した。1609年から1823年までハウス・グロースに若年クラス、ハウス・ヘスラーに女子クラスが設けられた。ユグノー派の流入に伴い、1720年にユグノー派教会を本部とする学校が設けられた。1817年のナッサウの学校再編によって、これらの学校は「エレメンタールシューレン」（初等学校）に組み込まれた。学校はジムルタンシューレ、すなわち宗教所属にかかわらずすべての生徒に開かれた学校として運営された。
通常の国民学校のほかにウージンゲンには1870年からセミナー演習学校が設立された。この学校では、教員養成学校で学んだ新米教師に授業の実践的経験を身につけることができた。ここでの授業は、通常の学校に比べ、非常に活発であった。セミナー演習学校に誰が出席できるかという争いを避けるために、ウージンゲンは1914年に2つの学区に分けられた。セミナー演習学校は1926年に廃校となった。
1965年ペスタロッツィ通りの基礎課程学校新校舎の使用が開始された。
現在ウージンゲンには2校の基礎課程学校がある。1990年代に設けられたヴィルヘルム＝マルティン＝ディーンストバッハ通りのアストリート＝リントグレン＝シューレと、エシュバッハ市区のブーフフィンケンシューレである。

#### 上級学校
- クリスティアン＝ヴィルト＝シューレ（ギムナジウム）
- コンラート＝ローレンツ＝シューレ（本課程・実科学校）
- ザールブルクシューレ（職業学校）

ウージンゲンで最初に記録されている学校はラテン語学校である。創設は1551年とされている。1555年の視察報告には155人の生徒がいたことが記されている。キルヒ通りの校舎は三十年戦争の際、1634年にスペイン軍によって焼き払われた。
1817年に大公国は学校再編を行った。ラテン語学校は、11校が設けられたナッサウ実科学校の1つに改編された。授業は城館の増築部分で行われた。その後1865年から市庁舎、1870年からはユグノー派教会で授業が行われた。1864年から女子も学校で学ぶことが許された。これにより2つの実科学校クラスが設けられた。
1931年にこの実科学校は廃止された。
1951年、実科学校が新たに創設された。1977年に共同型総合学校に改組されたが、再び独立した学校に分離された1988年にコンラート＝ローレンツ＝シューレという現在の名称となった。

#### 農業学校
ウージンゲンには1988年まで農業学校があった。

### ホーホタウヌス＝クリニーク
ウージンゲンにあるヘッセンクリニーク・ウージンゲンは、ホーホタウヌス郡の病院である。

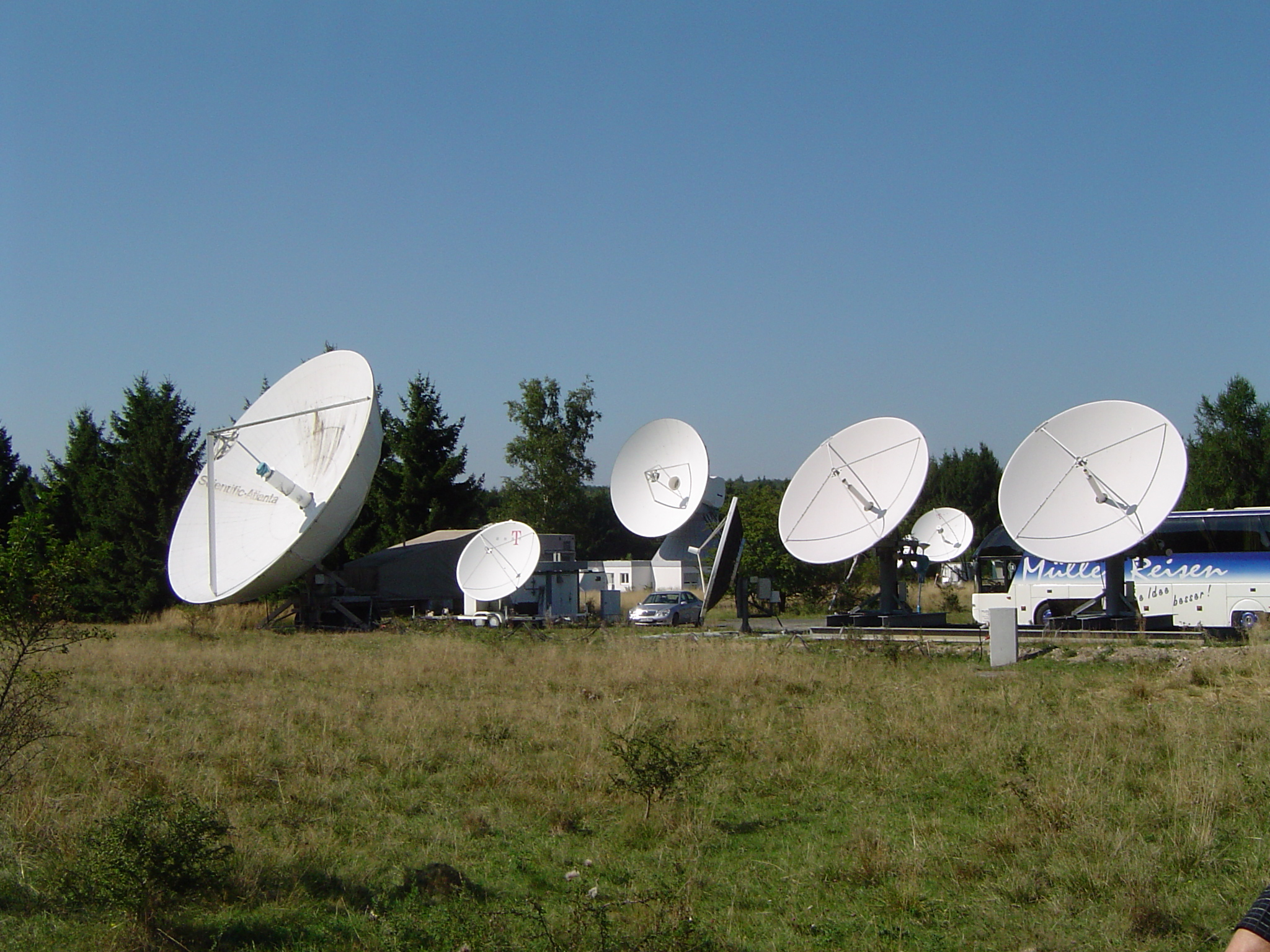
ウージンゲン地上局

### ウージンゲン地上局
ウージンゲンはメディア・ブロードキャストの地上局所在地である。第二次世界大戦後、ウージンゲンのメルツハウゼン地区にあった旧飛行場跡に短波送信所が設けられ、1979年に最初のパラボラアンテナが設置された。やがてこの敷地内に90基以上のアンテナが設けられた。このうち3基は直径19 m の大型のものである。この地上局は、郵便制度上ウージンゲンに属しているに過ぎず、建物とアンテナはノイ＝アンスパハの市域内にある。それにもかかわらず、「ウージンゲン2」という名称が世界的に認知されているため、運営者はこの名称にこだわっている。

### ツムトーベル
2016年12月31日に閉鎖されるまで、オーストリアの照明技術メーカーのツムトーベルの工場はこの街で156人の従業員を雇用していた。

### ブレムタール珪岩工場
1997年からブレムタール珪岩工場は、ロインに本社を置くミネラルミューレ・ロイン・ラウ＝グループの一部で、原料の採掘、選鉱、精製を行っている。

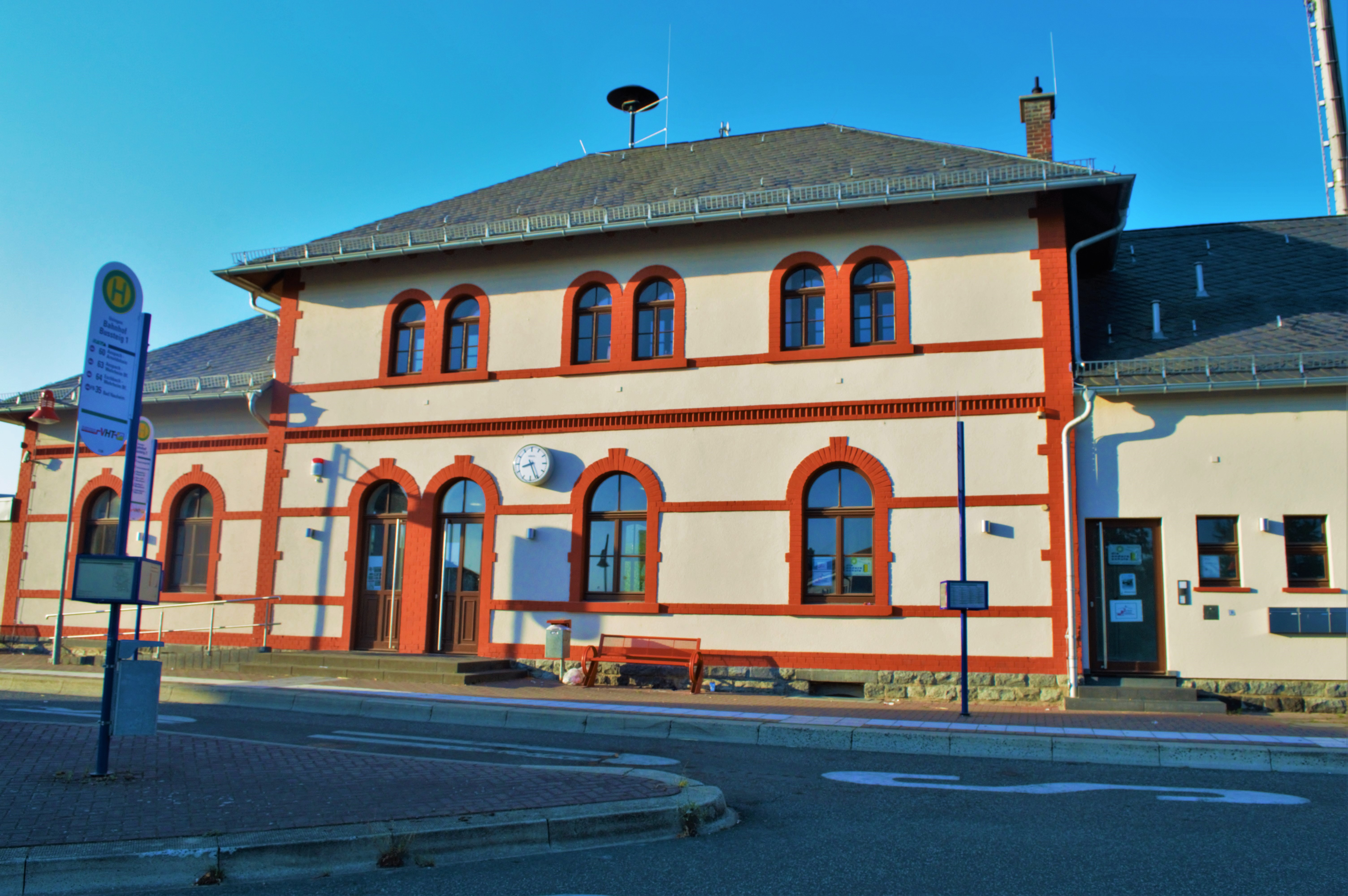
ウージンゲン駅

### 鉄道網
ウージンゲンは、公共鉄道網への接続がよい街である。1895年からウージンガー・ラントとフランクフルト・アム・マインとを結んでいる路線は、フリードリヒスドルフまでホーホタウヌス交通連盟 (VHT) に属している。この路線は、ヘッセン地方鉄道 GmbH (HLB) が子会社のヘッセンバーン GmbH を介して「タウヌス鉄道」として運営している。列車は30分間隔で（日曜日は1時間間隔）バート・ホムブルク行きが運行している。ラッシュ時には1時間ごとにフランクフルト中央駅行き直通列車が運行される。

## 文化と見所

### 見所

#### ウージンガー城と城館公園

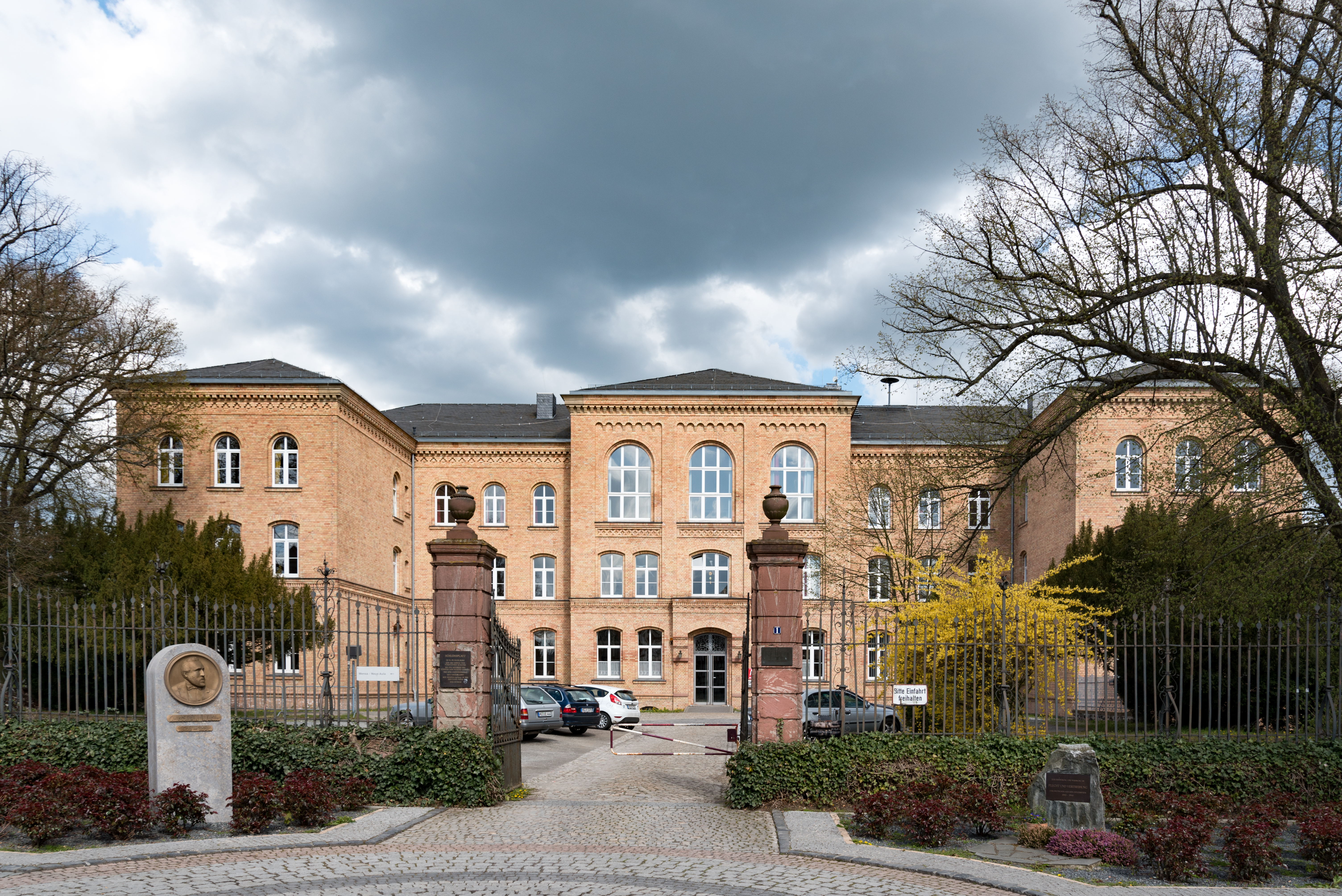
現在はクリスティアン＝ヴィルト＝シューレとなっているウージンガー城の主館

内市街の中央に、ウージンゲンの領主の館であるウージンガー城（またはウージンゲン城）がある。その詳細な起源については明らかでない。この集落の最初の防衛城砦は、ヨハン1世の治世に建設された14世紀の城砦であったと伝えられている。1873年1月5日の大火でこの城館は焼失し、プロイセンのクリンカーレンガ建築が設けられた。この建物にはクリスティアン＝ヴィルト＝シューレが入居している。城館広場が南のウンターシュタット（下の街）と北のオーバーシュタット（上の街）とを分けている。
上部には城館公園がある。この敷地は南北方向のテラス状に設えられている。第1のテラス（一番南）には学生食堂の新しい建物があり、その上のテラスは運動場として用いられている。最上段が本来の城館公園である。右手は木立で縁取られた緑地である。遠くにウージンゲン市の戦争記念碑が見られる。堂々とした等身大よりも大きなカール・ヴィルヘルム・ビールブラウアーの作品は、1924年6月1日に除幕された。1922年、この警告の記念碑の造形コンペについて、好戦的な姿を描き出したことでビールブラウアーが勝利したとウージンゲンの参事会は記している。この記念像は、2騎の騎馬像に挟まれている。棒立ちになった馬が打ち倒された歩兵の上で宙づりになっている。背面には戦没者の姿がある。
公園の左側は小さな森の風情である。1716年にイチイの植樹がなされ、これが現在もこの公園を特徴付けている。この部分の下方にはナッサウ＝ウージンゲン侯の記念碑がある。中央のヴァルラート侯がその後継者のカールおよびカール・ヴィルヘルムに挟まれている。この部分の中央は楕円形の池で、シャルロッテ＝アマーリエの泉がある。区裁判所および墓地側の出口側にあたる池の上部は椅子が用意された縁取り花壇となっている。
城館公園
- 戦没者記念碑の草原
- 戦争記念碑
- イチイの木立
- ナッサウ＝ウージンゲン侯の記念碑
- 縁取り花壇

#### 福音主義ラウレンティウス教会

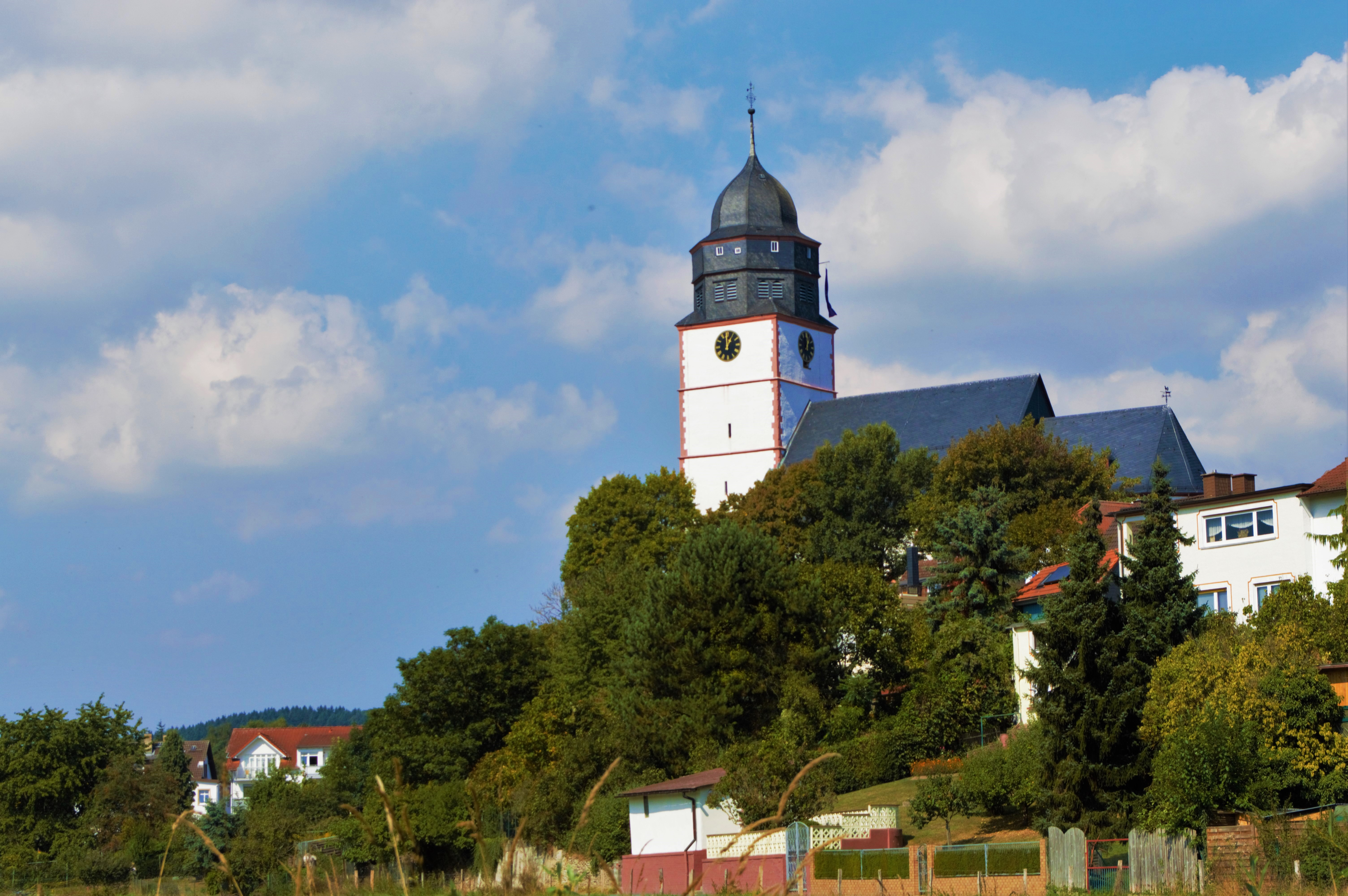
福音主義ラウレンティウス教会

福音主義ラウレンティウス教会は、ウージンゲン旧市街の周縁部、南西に向かって急勾配で落ち込む斜面の上にある。この教会は堂々とした擁壁で補強されている。この教会の成立した経緯は明らかでない。一般に言われる文献記述の1190年は適切ではない。これはテューリンゲン州ヴァルトブルク郡のエクゼンにある同名の教会の事を記している。
さらに、この教会の下に古い教会の遺構があるのかという点についても情報はない。現在の教会の南西の谷にある地名「アルター・キルヒホーフ」（直訳すると「古い教会の庭」）がその先行する建物を示しているのかという点も決着はついていない。20世紀の初めに小さな教会の基礎壁が発見されたという主張 があるが、これを裏付ける証拠は何も遺されていない。従ってこの主張は、この教会が11世紀に設けられたという説と同様に信憑性がない。
この教会堂についての文献上の証拠は、13世紀以降は存在しており、15世紀末に老朽化のために全面的な改修がなされ、塔が建立された。この際、要石の下に1490年という年号が彫り込まれた。ここでは、"4" が下向きに開いた "8" のように記されている。塔自体は、防衛塔として企図されており、古い都市防衛施設の役割を負っていた。塔守には、鐘突と火災監視の役割が与えられていたと考えられる。
教会の外観は1635年以降大きく変わっていない。教会はこの年に焼失し、1651年から1658年に再建された。この際に塔は特徴的なバロック様式のボンネット型屋根を戴くことになった。この塔は2005年から2006年に完全に修復された。

#### ユグノー派教会と旧マルクト広場

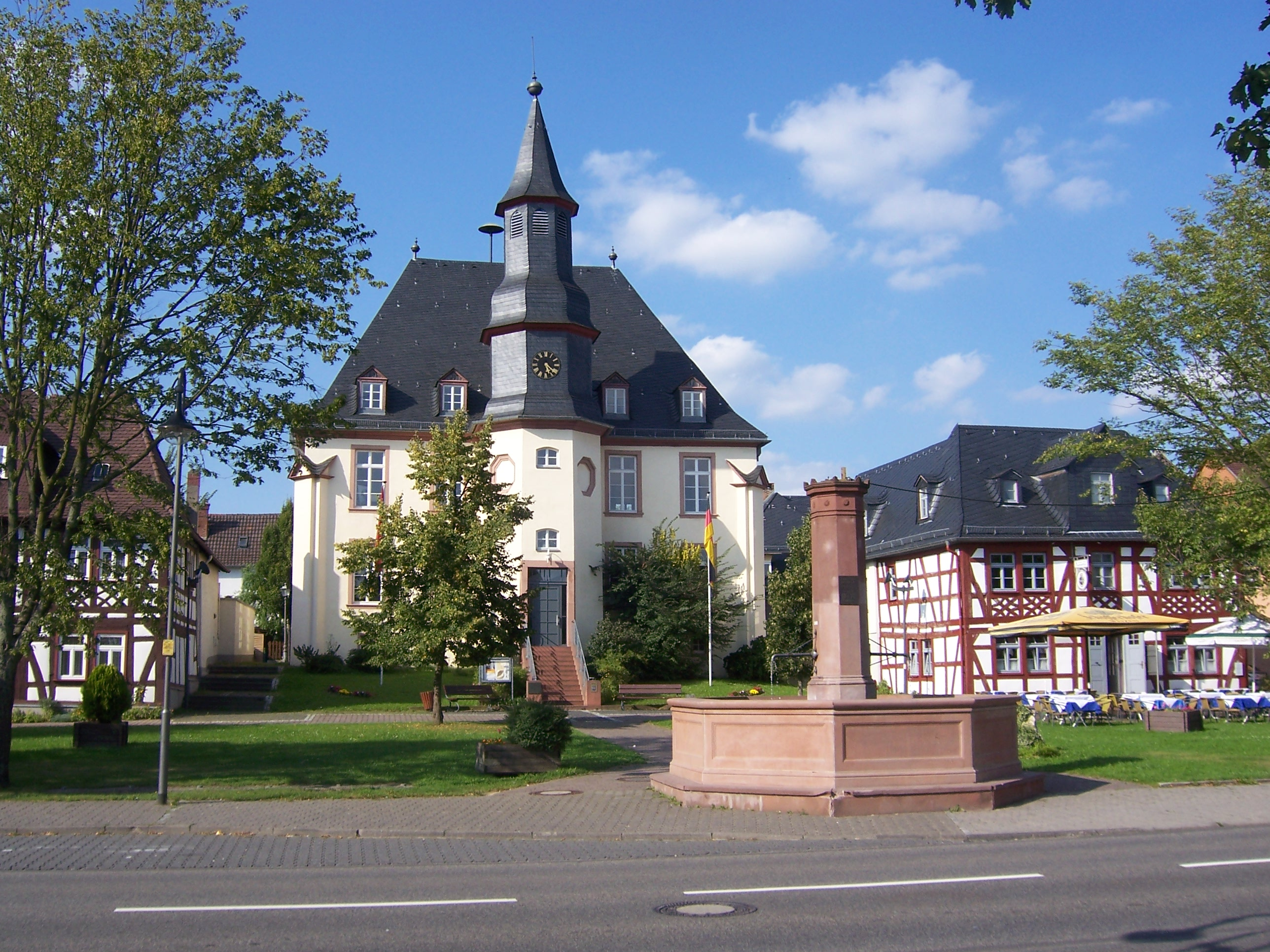
ユグノー派教会

1692年の火災は、ウージンゲンのオーバーシュタット（上の街）を破壊した。ヴァルラート侯の命令によりすぐに復興がなされた。この際におそらく宮廷画家ヨハン・エメリヒ・キュンツェルが設計した網目状のシンメトリーな道路配置がなされた。この都市景観は現在も当時のコンセプトやそれに関連して建設された印象的な民家（たとえばリーフリンク家）によって保持されている。
こうして建設されたいわゆる「新市街」の中心が、建築家ベネディクト・ブルチャーが建設したユグノー派教会と旧マルクト広場である。この教会は有名なラ・ロシェルの教会と共通の建築様式を示している。1817年のルター派プロテスタントと改革派教会との統合により、この建物の宗教的利用はなくなり、学校に改築された。ここは現在、ウージンゲン市立図書館となっている。上階には文化イベントや会議のための部屋が多くある。

#### 市庁舎
城館の向かいに1687年に建造された市庁舎がある。この建物はバロック様式の木組み建築で、2005年に新たに改造され、市長の執務室や市民窓口が入居している。歴史に翻弄されたこの赤いオーク材の木組み建築は、城館側と教会側の2つの正面を有している。屋根には、紋章にもなっているナッサウの獅子とクローバーを象った古い風向計の複製が掲げられている。
同じ場所にあった元の小さなゴシック様式の市庁舎はヴォールトの地下室だけが遺されており、現在は市立博物館の先史・古代史部門が入居している。

#### 侯子宮殿

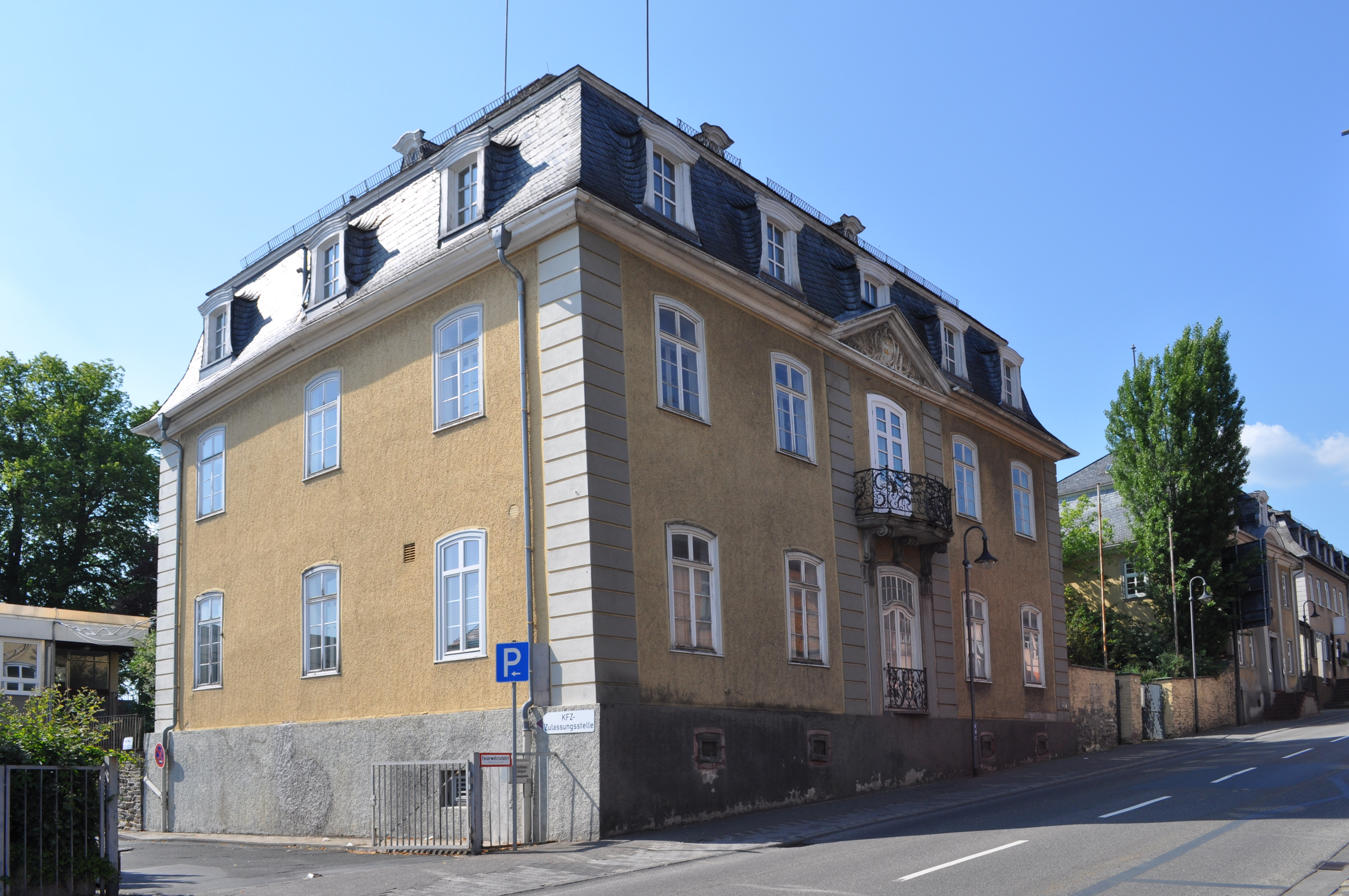
侯子宮殿

1803年からナッサウ＝ウージンゲン侯として、1806年から1816年までナッサウ公として統治することになるフリードリヒ・アウグストは侯子時代、旧ハットシュタイン邸跡に、ヨハン・ヴィルヘルム・ファーバーに宮殿を建設させた。彼は侯子時代にはこの宮殿に住んだが、侯に登位した後はその住まいをビープリヒ城に移した。
ウージンゲン郡の設置に伴い侯子宮殿は郡長官邸に改築され、さらに付属建築が建設された。ヘッセン州の地域再編によりウージンゲン郡は廃止され、ホーホタウヌス郡の一部となった。侯子宮殿は当初郡役場の出張所とされ、自動車登録書事務所が入居した。
やがて老朽化した付属建築は取り壊され、修復プロジェクトがスタートした。

#### エシュバッハ・クリッペン

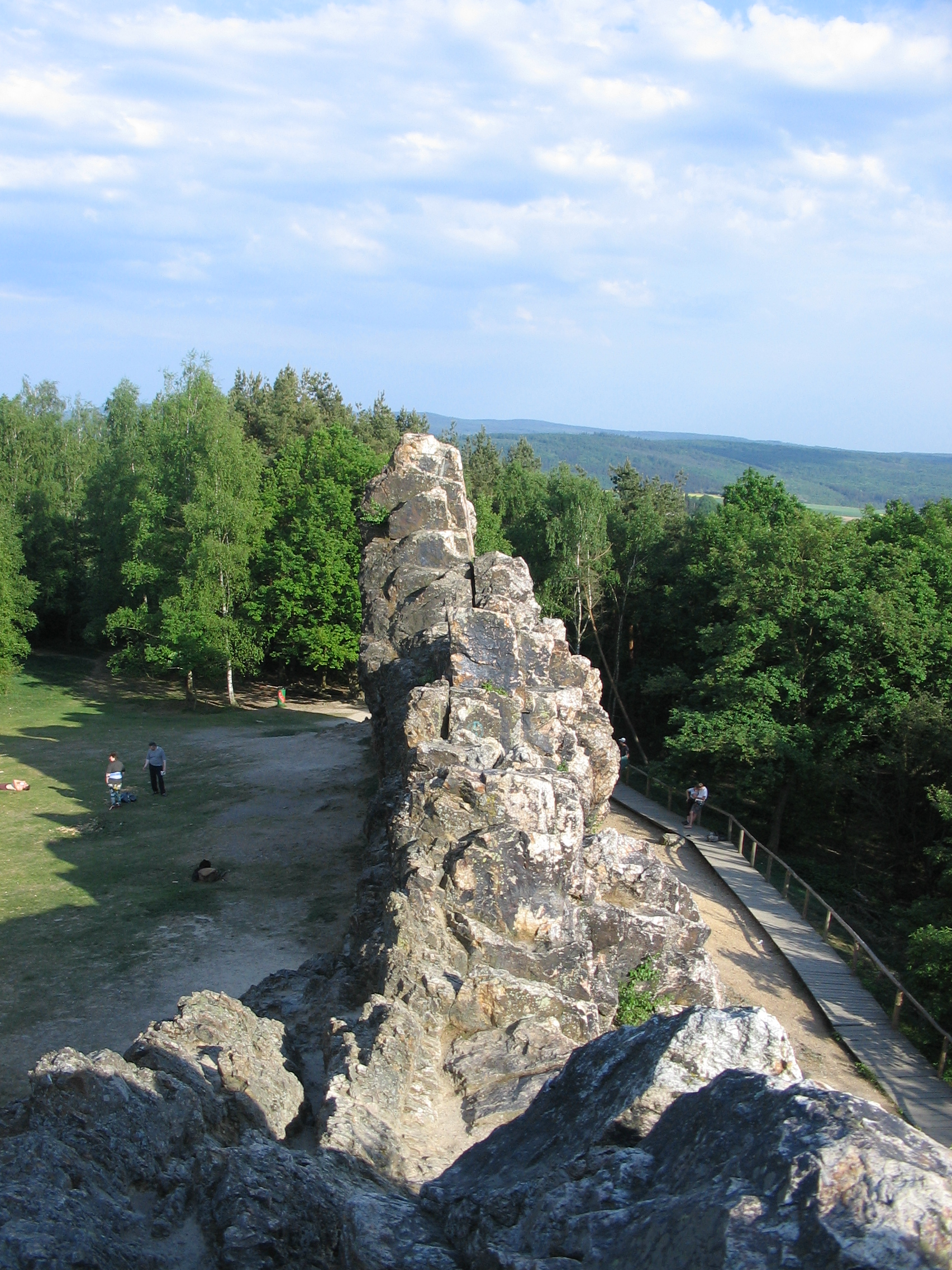
エシュバッハ・クリッペン

エシュバッハ地区にあるエシュバッハ・クリッペンとは、高さ12 m におよぶ珪岩の塊である。これは長さ約 6 km の珪岩鉱脈が露出した部分で、鉱脈はウーザ川の谷を横切り、ウージンゲンのシュタットヴァルトのヴォルムシュタインにまで続いている。

#### ハットシュタイン池

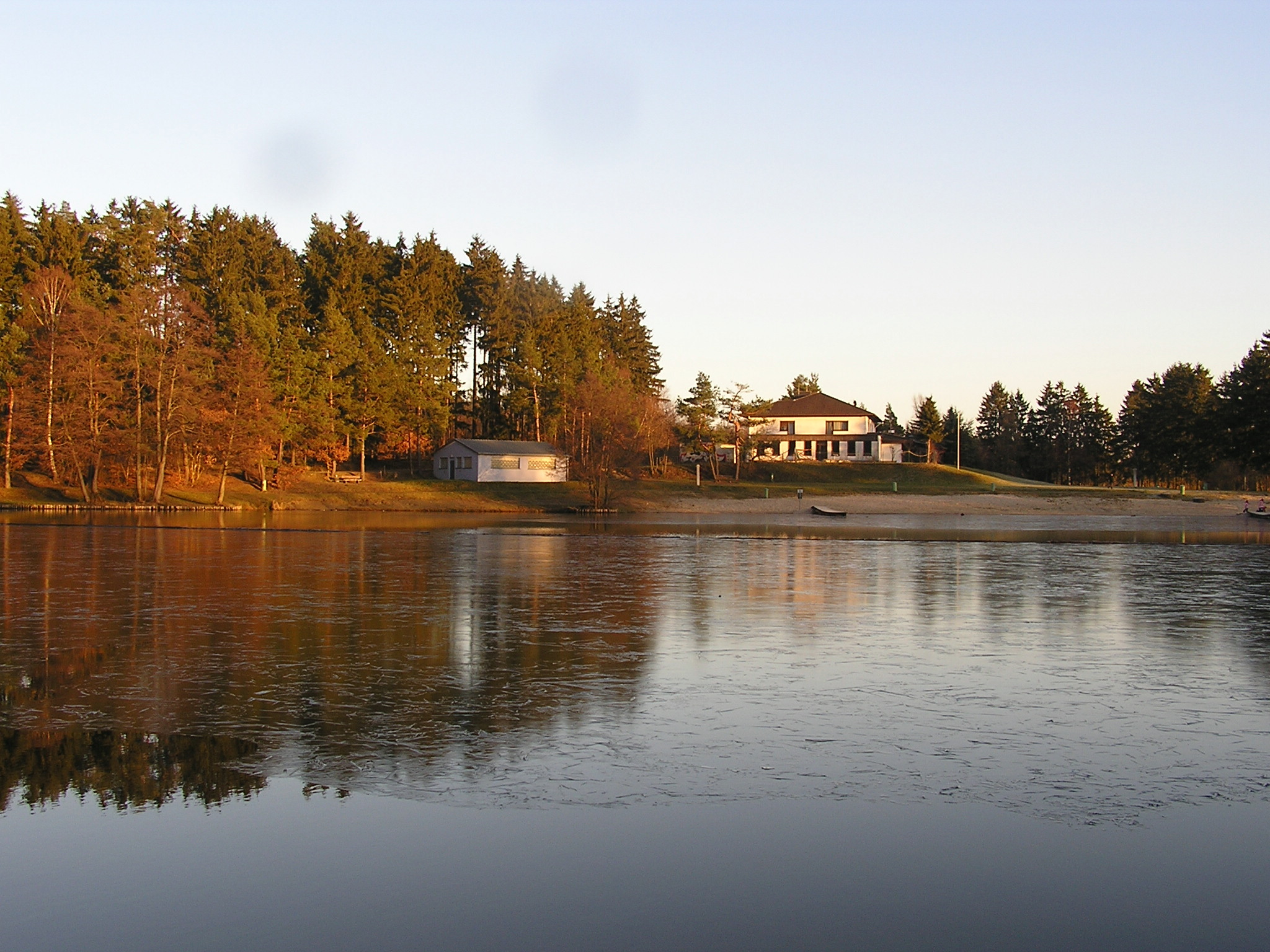
ハットシュタイン池

ウージンゲン近郊のハットシュタイン池は、広さ 1.6 ha のウージンガー・ラント唯一の水浴湖である。

#### ウージンゲンのズアオアトリ

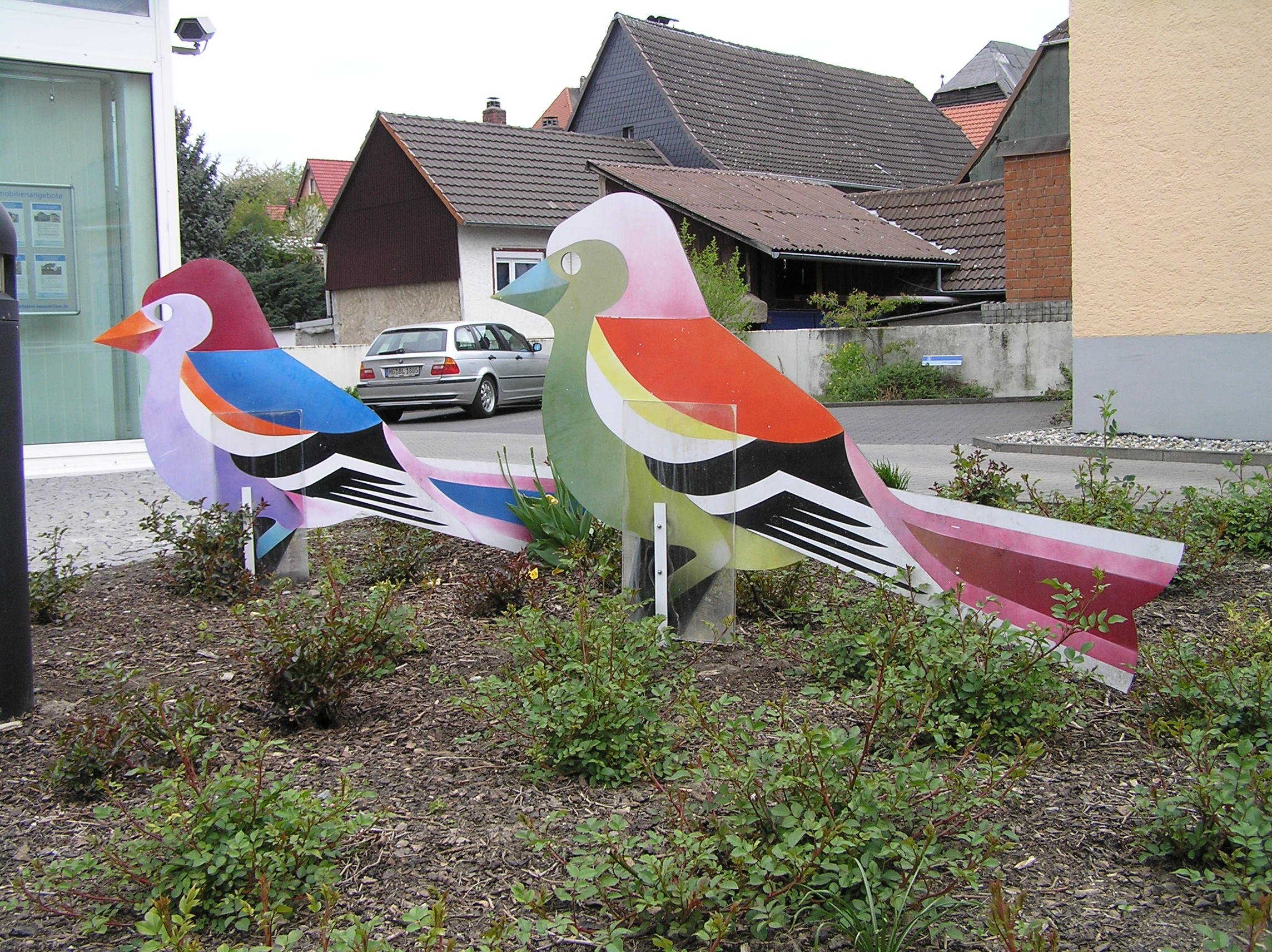
ウージンゲンのズアオアトリのモニュメント

ウージンゲンはブーフフィンケンラントのブーフフィンケンシュタットとしても知られている（ドイツ語: Buchfink = ズアオアトリ）。1938年にテオ・ガイゼルが書いた『ズアオアトリの詩』は、ヒンタータウヌスのウージンガー・ラントを「ブーフフィンケンラント」と詠っている。この詩は安心、人とのふれあいと暖かさを伝えている。「ブーフフィンケンファル」、「ブーフフィンケンメッセ」、「ウージンガー・ブーフフィンク文学賞」によってこの思いは市民の意識に去来する。ウージンゲンの記念年である2002年以降、市内の様々な場所でカラフルなズアオアトリが街の景観を飾っている。

### 年中行事
ウージンゲン市外でも有名なのが、毎年9月の第2週末に開催されるラウレンティウスマーケットと6月末のウージンゲンの蚤の市である。

### メディア
ウージンゲンでは、「ウージンガー・ノイエ・プレッセ」（フランクフルター・ノイエン・プレッセの地方版であるタウヌス＝ツァイトゥングのヒンタータウヌス版）と「ウージンガー・アンツァイガー」がローカルな日刊紙として刊行されている。

### クラブ

#### 射撃クラブ1422 e.V.
ウージンゲンの射撃クラブは、ドイツで4番目に古い射撃クラブである。「ウージンガー射撃ギルト」が最初に言及されるのは、1422年に開催されたフランクフルト射撃組合の射撃競技大会への出場であった。現在このクラブは、1961年に建設された射撃会館と多くの熱心な会員を擁している。

## 人物

### ナッサウ＝ウージンゲン侯
- ヴァルラート（ドイツ語版、英語版）（1635年 - 1702年）1688年まではナッサウ＝ウージンゲン伯
- ヴィルヘルム・ハインリヒ（ドイツ語版、英語版）（1684年 - 1718年）
- カール（1712年 - 1775年）
- カール・ヴィルヘルム（1735年 - 1803年）
- フリードリヒ・アウグスト（1738年 - 1816年）1803年からナッサウ公

### 出身者
- トビアス・シュミット（1768年 - 1821年）チェンバロ職人。ギロチンを初めて製作したことで知られている。
- テオドール・ラングハンス（ドイツ語版、英語版）（1839年 - 1915年）医師。ラングハンス巨細胞の発見者
- アウグスト・ウィルヘルミ（1845年 - 1908年）ヴァイオリニスト